# Borgstedt
 For alternative betydninger, se Borgsted (flertydig). (Se også artikler, som begynder med Borgsted)
Borgstedt (dansk: Borgsted) er en kommune og en by i det nordlige Tyskland, beliggende i Amt Hüttener Berge i den østlige del af Kreis Rendsborg-Egernførde. Kreis Rendsborg-Egernførde ligger i den centrale del af delstaten Slesvig-Holsten.

## Geografi
Borgstedt ligger 5 km nordøst for Rendsborg ved nordbredden af Kielerkanalen.
I kommunen ligger landsbyerne Lehmbek, Diekshof og Borgstedtfelde.
Motorvejen A 7 og Bundesstraße 203 går gennem kommunen.